# Tom Haydn

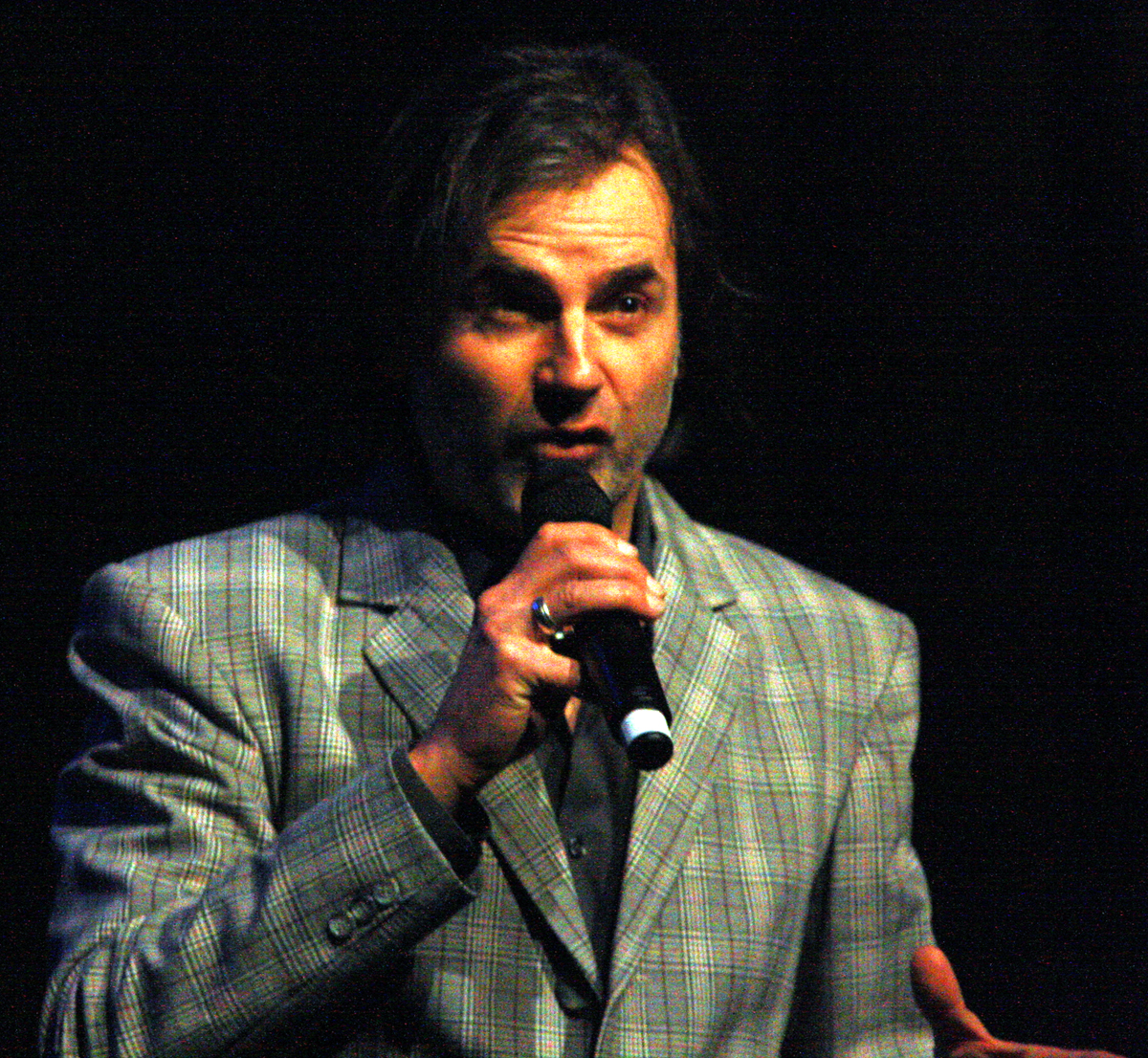
Tom Haydn (2013)

Tom Haydn (* 1967 in St. Pölten, Niederösterreich) ist ein österreichischer Sänger, Liedermacher und Kabarettist.

## Werdegang
Erste Auftritte 1990, erste CD (»Endlich leben«, zusammen mit dem Pianisten und Arrangeur Jo Barnikel) 1997. 1999 erhält er den Förderpreis für junge Songpoeten der Hanns-Seidel-Stiftung; Auftritt beim Liedermacherfestival »Songs an einem Sommerabend« (eine Veranstaltung des Bayerischen Rundfunks bei Kloster Banz).
Immer wieder Auftritte beim Nürnberger Bardentreffen und einige Kleinkunstprogramme.

## Diskographie
- 1997: Endlich leben
- 1999: Was bleibt
- 2001: Pikanterien
- 2005: Haydn singt Heller
- 2009: Live & pikant